# NGC 7259
NGC 7259 је спирална галаксија у сазвежђу Јужна риба која се налази на NGC листи објеката дубоког неба. Удаљена је приближно 66 милиона светлосних година од Земље. Открио ју је Џон Хершел 28. септембра 1834. 
Деклинација објекта је - 28° 57' 16" а ректасцензија 22h 23m 5,6s. Привидна величина (магнитуда) објекта NGC 7259 износи 13,1 а фотографска магнитуда 13,9. NGC 7259 је још познат и под ознакама ESO 467-50, MCG -5-52-69, AM 2220-291, PGC 68718.

## Супернова SN 2009ip
2009. године у овој галаксији је откривен објекат који је изгледао као супернова, и означен је као SN 2009ip. Пошто се јачина светлости овог извора значајно смањила након неколико дана, SN 2009ip је прекатегорисан у "Luminous blue variable - LBV" лажну супернову (supernova impostor). 
Током наредних година неколико случајева наглог повећања сјајности је детектовано из правца SN 2009ip. У септембру 2012 SN 2009ip је класификован као млада супернова типа IIn .